# Paweł Piotrowski (piłkarz)
Paweł Piotrowski (ur. 19 stycznia 1975 w Kożuchowie, zm. 23 lipca 2002 w Nowym Miasteczku) – polski piłkarz występujący na pozycji pomocnika.

## Kariera
Piotrowski zaczynał swoją karierę jako junior w lokalnym zespole Polmo Kożuchów. Przed sezonem 1993/94 został zawodnikiem Polonii Nowa Sól, z które już po roku przeszedł do Ślęzy Wrocław. Latem 1996 roku podpisał kontrakt z Zagłębiem Lubin, w którego barwach zadebiutował 20 września 1996 w bezbramkowo zremisowanym ligowym spotkaniu z Hutnikiem Kraków. Podczas pobytu w Zagłębiu strzelił bramkę w meczu z Ruchem Radzionków, która post mortem została wyróżniona przez redakcję Canal+ podczas dziesięciolecia stacji w Polsce. 5 maja 2002 roku w przegranym 0-1 ligowym meczu z KSZO Ostrowiec Świętokrzyski Piotrowski po raz ostatni wystąpił w koszulce Zagłębia. 30 czerwca 2002 roku wygasł jego kontrakt z klubem.

## Śmierć
23 lipca 2002 roku w okolicach Nowego Miasteczka prowadzony przez Piotrowskiego Opel Astra zderzył się czołowo z Volkswagenem Transporterem. W wypadku śmierć poniósł sam piłkarz oraz jego żona i dwójka dzieci.

## Kontrowersje związane z numerem
Po śmierci piłkarza Zagłębie zastrzegło koszulkę z numerem 10, z którym to występował Piotrowski. W przerwie zimowej sezonu 2010/11 do klubu trafił Deniss Rakels, któremu przydzielono koszulkę właśnie z numerem 10, co spotkało się z licznymi protestami kibiców. W ich efekcie Zagłębie, bez zgody Ekstraklasy SA, zamieniło Łotyszowi numer na cyfrę 8.